# WOH G64
WOH G64 — одна з найбільших відомих зір, поступається розмірами VY Великого Пса, розташована в сусідній галактиці Велика Магелланова Хмара. Відстань до Сонячної системи становить приблизно 163 000 світлових років. Візуально зоря розташована в сузір'ї Золота Риба.

## Опис
Зоря є червоним гіпергігантом спектрального класу M7.5. Радіус зорі становить бл. 1540 радіусів Сонця або 1,07 млрд км (7,14 а. о.), що відповідає об'єму, у 3,65 млрд разів більшому, ніж об'єм Сонця. Якщо WOH G64 помістити в центрі Сонячної системи, то поверхня поглине орбіту Юпітера.
Поєднання температури та світності розміщує цю зірку у верхньому правому кутку діаграми Герцшпрунга — Рассела. Зоря перебуває в кінці еволюції, і тому вже не може утримувати свою атмосферу з огляду на низьку густину, високий тиск випромінення та відносно непрозорі продукти термоядерного синтезу. Навколишні хмари пилу значно ускладнюють вивчення зорі. Існує навіть припущення, що вона має яскравого гарячого компаньйона, однак поки що підтверджень цьому не знайдено.
Спочатку передбачалося, що світність WOH G64 — 500 000 сонячних і маса в 40 разів перевищує масу Сонця, що, однак, не відповідає її низькій температурі в 3200 K. Подальші дослідження, проведені за допомогою «Дуже великого телескопа» (VLT) у Чилі, показали, що пил і газ навколо зорі утворюють тор(або протопланетний диск), а не сферичну оболонку, що знижує світність WOH G64 до 280 000, а масу до 25 сонячних. Розмір газопилового тора може досягати одного світлового року в діаметрі та містити 3—9 сонячних мас викинутої речовини.
Змінність світності була підтверджена рядом дослідників у деяких частинах спектра, одна до цього часу остаточно не визначено до якого типу змінних зір вона відноситься, бо не було знайдено значущої варіативності спектра. Вважається, що вона може бути багатою на вуглець міридою або повільною нерегулярною змінною, що означає, що вона швидше є зорею асимптотичної гілки гігантів, а не надгігантом.
Астрофізики вважають, що WOH G64 вже втратила від однієї десятої до третини своєї маси за рахунок зоряного вітру. Зоря завершить своє існування і стане надновою через декілька тисяч або десятків тисяч років.